# (985) Rosina
(985) Rosina – planetoida z grupy przecinających orbitę Marsa okrążająca Słońce w ciągu 3 lat i 179 dni w średniej odległości 2,3 au. Została odkryta 14 października 1922 roku w Landessternwarte Heidelberg-Königstuhl w Heidelbergu przez Karla Reinmutha. Nazwa pochodzi od imienia żeńskiego. Przed jej nadaniem planetoida nosiła oznaczenie tymczasowe (985) 1922 MO.